# Can Uzun
Can Yılmaz Uzun (ur. 11 listopada 2005 w Ratyzbonie) – turecki piłkarz, grający na pozycji pomocnika.

## Kariera klubowa
Wychowanek SSV Jahn Regensburg, z którego trafił do FC Ingolstadt 04. W 2019 roku został zawodnikiem 1. FC Nürnberg. 12 maja 2023 zadebiutował w pierwszej drużynie tego klubu w zremisowanym 2:2 z 1. FC Magdeburg, a w dniu swoich osiemnastych urodzin podpisał pierwszy profesjonalny kontrakt. W lipcu 2024 podpisał pięcioletni kontrakt z Eintrachtem Frankfurt.

## Kariera reprezentacyjna
Młodzieżowy reprezentant Turcji. 22 marca 2024 zadebiutował w seniorskiej kadrze w przegranym 0:1 meczu z Węgrami.